# 小行星10853
小行星10853（10853 Aimoto）是一颗绕太阳运转的小行星，为主小行星带小行星。该小行星于1995年2月19日发现。

## 轨道参数
小行星10853的轨道半长轴为345 787 370 km，2.3114129 UA，离心率为0.068。